# گمینا ویلگومونه
گمینا ویلگومونه (به لهستانی:  Gmina Wielgomłyny) یک گمینا در لهستان است که در شهرستان رادومسکو واقع شده‌است. گمینا ویلگومونه ۱۲۳٫۰۷ کیلومتر مربع مساحت و ۴٬۹۵۱ نفر جمعیت دارد.